# Wake (roman)
Pour les articles homonymes, voir Wake.
Wake est le premier tome de la saga Wake, écrit par Lisa McMann et publié en 2008. Il raconte l'histoire de Janie Hannagan, une adolescente de 17 ans, qui a le pouvoir d'entrer dans les rêves des autres. Le livre a été écrit sous forme d'un journal intime, en précisant la date et l'heure à chaque fois qu'elle entre dans le rêve de quelqu'un. Les deux autres tomes qui suivent WAKE sont Fade (2009) et Gone (2010). Le livre a été placé dans la New York Times Best Seller list et a remporté plusieurs récompenses pour les romans pour adolescents.

## Résumé
Le livre commence par de multiples flashbacks ; on voit Janie à 8, 13 et 16 ans. Dans le présent, Janie Hannagan a 17 ans et est très indépendante. Elle est en Terminale au lycée Fieldridge High School, elle vit seule avec sa mère alcoolique dans un quartier pauvre et tente, par tous les moyens possibles, de financer ses études. Ce qui la rend si différente des autres jeunes de son âge, c'est que, involontairement, elle peut entrer dans les rêves des autres. Depuis qu'elle a 8 ans, Janie porte un lourd secret : quand les autres s'endorment près d'elle, elle perd connaissance pour être entraînée dans leurs songes. Témoin de leurs terreurs nocturnes, elle voudrait les aider mais comment faire ?
En se confiant à Cabel, elle croit trouver l'âme sœur et espère sortir de sa solitude. Mais ce que son amie lui raconte sur lui et les rêves qu'il fait sont si troublants et inquiétants qu'elle prend peur...A-t-elle fait le bon choix en choisissant ce garçon-là ?

## Personnages
- Janie Hannagan ; elle a 17 ans et est en dernière année au lycée Fieldridge High School. Elle n'est pas comme les autres car elle peut entrer dans les rêves des autres. Lorsqu'elle sent que quelqu'un va s'endormir, elle commence à avoir des nausées puis à perdre connaissance.
- Cabel Strumheller ; il est amoureux de Janie et va entamer une histoire d'amour avec celle-ci. Il est également le seul à connaître son secret. Mais très vite, Janie prend peur quand dans son rêve, elle le voit tuer un homme, puis son amie lui révèle qu'il est un trafiquant de drogue.
- Carrie Brandt ; elle est la meilleure amie de Janie. Elle adore traîner dans les beaux quartiers avec des gosses de riches. Elle est aussi la meilleure amie de Melinda. Elle fait souvent le même cauchemar, celui où elle voit un petit garçon prénommé Carson se noyer mais elle ne peut pas le sauver.
- Mlle Stubin ; une vieille dame aveugle qui vit dans la maison de retraite où travaille Janie. Cette dernière s'est beaucoup attachée à Mlle Stubin et aimait passer du temps avec elle. Lorsque Mlle Stubin meurt, elle donne une lettre à Janie où elle lui révèle qu'elle connait son secret et que c'est un don formidable qu'elle possède. Elle lui donne aussi un chèque afin de payer ses études.
- Melinda Jeffers ; la meilleure amie de Carrie et pire ennemie de Janie.
- Fran Komiski ; le patron de Cabel.